# Lai da Burvagn
Der Lai da Burvagn ⓘ ist ein Stausee an der Julia bei der Fraktion Burvagn im Kanton Graubünden in der Schweiz. Der See mit einer Fläche von vier Hektaren wird von den Kraftwerken Mittelbünden betrieben und dient als Ausgleichsbecken für die Zentrale Tinizong und als Wasserfassung für die Zentrale Tiefencastel West.

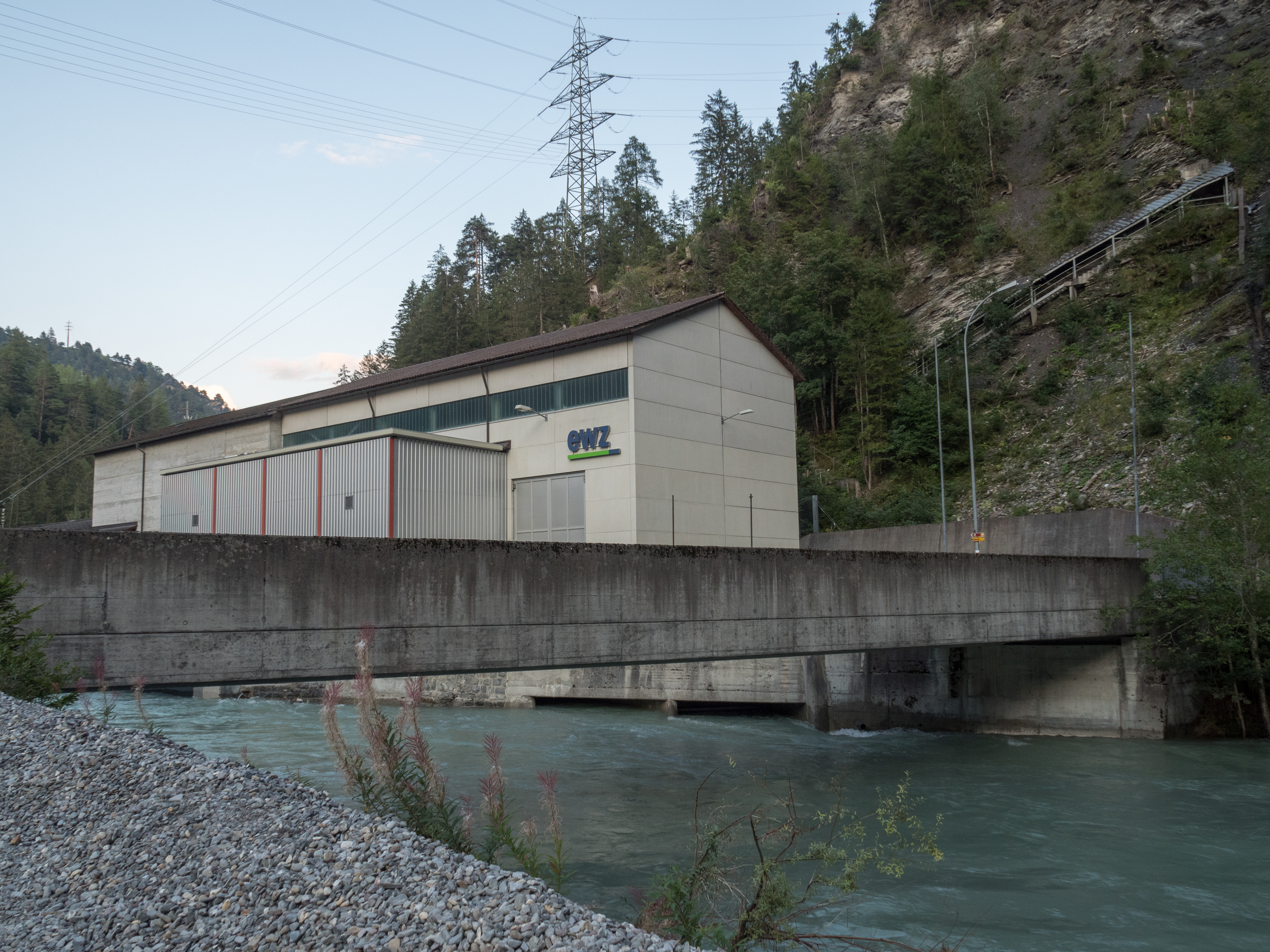
Zentrale Tiefencastel

Lagekarte und Anlageschema

Die Schwergewichtsmauer des Stausees wurde 1949 zusammen mit dem Maschinenhaus Tiefencastel West in Betrieb genommen. Ab 1954 übernahm er auch die Funktion des Ausgleichsbeckens für die neu in Betrieb genommene Zentrale Tinizong, die das Wasser aus dem Lai da Marmorera verarbeitet. Seit 1971 wird ein Teil des Unterwassers von Tinizong in einem Stollen direkt nach Tiefencastel geleitet, sodass nicht mehr alles Wasser aus dem Marmorera-See durch den Lai da Burvagn fliesst.